# Robin Simon
Pour les articles homonymes, voir Simon.
Robin Simon, né Robert Simon le 12 juillet 1956 à Halifax (Angleterre), est un guitariste britannique. Il fut membre des groupes Ultravox, Magazine, Visage et a joué avec John Foxx.

## Biographie
Dans les années 1970, Robert Simon joue dans plusieurs groupes de la région d'Halifax avec son frère Paul à la batterie, dont le groupe Neo qui en 1976 fait la première partie d'un concert d'Ultravox à Londres. Deux ans après, Robert Simon remplace Stevie Shears au sein d'Ultravox. Le musicien adopte alors comme nom de scène Robin Simon.
Il enregistre l'album Systems of Romance avec le groupe avant de le quitter en même temps que le chanteur John Foxx en 1979.
Il s'établit un temps à New York où il joue dans un groupe post punk nommé The Futants avant de retourner en Angleterre et d'intégrer le groupe Magazine en 1980, succédant à John McGeoch au poste de guitariste. Après l'enregistrement de l'album live Play, Magazine se sépare.
Robin Simon retrouve alors l'ancien chanteur d'Ultravox, John Foxx, et travaille avec lui jusqu'en 1985. C'est ensuite un autre ancien acolyte, Billy Currie, qu'il retrouve au sein de l'éphémère groupe Humania. L'album Sinews of The Soul, enregistré en 1989 ne sortira qu'en 2006.
En 1994, Robin Simon forme avec son frère Paul le groupe AjantaMusic. Il participe également à un autre projet musical de son frère, The Fallout Club. En 2012, il rejoint le groupe Visage jusqu'à sa séparation en 2015.
En 2019, Robin Simon retrouve John Foxx dans son projet John Foxx and the Maths et enregistre l'album Howl qui sort en mai 2020.

## Discographie
Neo
- 1977 - Live at The Vortex

Ultravox
- 1978 - Systems of Romance

Magazine
- 1980 - Play (live)

John Foxx
- 1981 - The Garden
- 1983 - The Golden Section
- 1985 - In Mysterious Ways
- 2001 - The Golden Section Tour (live enregistré en 1983)
- 2009 - In The Glow (double CD live, enregistré en 1983)
- 2020 - Howl (sous le nom de John Foxx and the Maths)

Humania
- 2006 - Sinews of The Soul (enregistré en 1989)

AjantaMusic
- 2006 - And Now We Dream
- 2009 - Above The Cloudline
- 2013 - The Secret Door

Visage
- 2013 - Hearts and Knives
- 2014 - Orchestral
- 2015 - Demons to Diamonds
- 2016 - Darkness to Diamonds (album de remixes)

The Fallout Club
- 2017 - Dangerous Friends